# Law of Ueki
The Law of Ueki é um Anime que retrata a vida de um rapaz, chamado Ueki, que tem o poder de mudar todo o lixo em árvore. Quem lhe deu tal poder foi o seu Candidato a Deus (Kobayashi). Ueki acaba assim por participar num torneio aonde como recompensa, o Candidato a deus do vencedor torna-se Deus Todo poderoso. Em Portugal foi emitido pelo canal Animax.

## Seiyūs
- Ueki Kousuke - Paku Romi
- Mori Ai - Tomoko Kawakami
- Robert Haiden - Mitsuki Saiga
- Inumaru Wanko - Akira Ishida
- Rinko Jerard - Mamiko Noto
- Sano Seiichiro - Souichirou Hoshi
- Ueki Haruko - Megumi Hayashibara (episódios 45 - 47)
- Kabarah - Sugiama Noryaki

## Lista de episódios
Episódio 1 : Ueki Kousuke A Lei da Justiça.
Episódio 2 : A Lei do Começo da Batalha.
Episódio 3 : A Lei dos Zai.
Episódio 4 : A Lei das Artes Marciais. Rihou!
Episódio 5 : O Máximo Escolhido. A Lei de Rober Hayden.
Episódio 6 : A Lei do Adeus.
Episódio 7 : A Lei de Kobayashi.
Episódio 8 : Justo e Limpo!. A Lei de Onimon.
Episódio 9 : A Lei do Entretenimento de Onimon.
Episódio 10 : A Lei da Justiça que Nunca Chega.
Episódio 11 : A Lei dos 10 de Rober.
Episódio 12 : A Lei dos Habitantes do Céu.
Episódio 13 : A Lei da Besta Divina.
Episódio 14 : A Lei do Entretenimento de Tenko.
Episódio 15 : A Lei de Rinko.
Episódio 16 : A Lei de Neo.
Episódio 17 : A Lei dos poderes.
Episódio 18 : A Lei da mansão Dogura.
Episódio 19 : A Lei do baile cosaco.
Episódio 20 : A Lei do Gato e do Rato.
Episódio 21 : A Lei de Sano.
Episódio 22 : A Lei de Inumaru.
Episódio 23 : A Lei de Ueki vs Os 10.
Episódio 24 : A Lei do Pequeno Rober.
Episódio 25 : Renascimento!, A Lei de Kobayashi.
Episódio 26 : Terror! A Lei de Anon.
Episódio 27 : A Lei de Hideyoshi.
Episódio 28 : A Lei da Casa de Sol.
Episódio 29 : Não Morra! A Lei de Tenko.
Episódio 30 : A Lei da Segunda Batalha.
Episódio 31 : A Lei da Equipe Máxima.
Episódio 32 : A Lei da Verdadeira Força.
Episódio 33 : A Lei de Ueki vs Li Ho.
Episódio 34 : A Lei da Equipe Marylin.
Episódio 35 : A Lei de "Fui enganado".
Episódio 36 : A Lei da Prova da Amizade.
Episódio 37 : A Lei das fraquezas dos tesouros sagradoss.
Episódio 38 : A Lei do despertar de Sano.
Episódio 39 : A Lei do Coração Fechado.
Episódio 40 : A Lei do Maravilhoso Amor.
Episódio 41 : A Lei do Verdadeiro e do Falso.
Episódio 42 : A Lei da Equipe Ballow.
Episódio 43 : A Lei da posse sentimental.
Episódio 44 : A Lei de Ueki Nível 2.
Episódio 45 : A Lei dos Ataques do Passado.
Episódio 46 : A Lei de Deus, uma garota e o futuro.
Episódio 47 : A Lei de Anon que se converteu em um Deus.
Episódio 48 : A Lei da Quarta Rodada.
Episódio 49 : A Lei das 10 Estrelas.
Episódio 50 : A Lei de Ueki vs Anon.
Episódio 51 : A Lei do Talento Vazio Final.

## Músicas da séries

### Aberturas
- Falco de Shimatani Hitomi (Episódios 1-32)
- No Regret de Kumi Koda (Episódios 33-51)

### Encerramentos
- Kokoro no Wakusei ~Little Planets~ de Aiko Kayo (Episódios 1-15)
- Earthship ~Uchuusen Chikyuu Gou~ de SweetS (Episódios 16-32)
- Kono machi de wa dare mo ga mina jibun igai no nani ka ni naritagaru de The Ivory Brothers (Episódios 33-42)
- Bokutachi ni Aru Mono de Romi Paku (Episódios 43-50)
- True Blue de Hitomi Shimatani (Episódio 51)